# Франтішек Стеглік
Франтішек Стеглік (чеськ. František Stehlík, нар. 18 вересня 1904, Прага — пом. 10 червня 1939) — чехословацький футболіст, що грав на позиції захисника. Відомий виступами, зокрема, за команду «Вікторія» (Жижков), у складі якої був чемпіоном Чехословаччини. Зіграв 1 матч за національну збірну Чехословаччини.

## Клубна кар'єра
З 1925 по 1931 роки виступав у складі клубу «Вікторія» (Жижков), за винятком нетривалого перебування у клубі «Виногради» в 1930 році. У 1928 році здобув з командою історичну перемогу у чемпіонаті Чехословаччини. «Вікторія» перервала гегемонію клубів «Спарти» і «Славії». Клуб із Жижкова жодного разу не програв прямим конкурентам (зі «Славією» зіграли 2:2 і 4:3, зі «Спартою»  — 5:3 і 1:1) і заслужено став чемпіоном. Стеглік складав основну пару захисників команди разом з Карелом Стейнером.
Влітку 1928 року «Вікторія», як чемпіон Чехословаччини, взяла участь у кубку Мітропи, престижному міжнародному турнірі для найсильніших команд Центральної Європи. В 1/4 фіналу чехословацький клуб зустрічався з представником Югославії клубом «Граджянскі» (Загреб). Несподівано поступившись у Загребі 2:3, «Вікторія» взяла упевнений реванш вдома  — 6:1. У півфіналі суперником команди з Жижкова став віденський «Рапід». Клуби обмінялись мінімальними перемогами  — 4:3 і 2:3, тому для виявлення переможця був призначений додатковий матч, перемогу у якому здобули більш досвідчені австрійці  — 1:3. Стеглік зіграв у всіх п'яти матчах своєї команди.
Наступного сезону «Вікторія» стала другою у чемпіонаті, але здобула перемогу у кубку Середньої Чехії, перегравши у фіналі з рахунком 3:1 «Лібень».
Загалом у складі «Вікторії» зіграв у першій лізі 60 матчів.
Стегліг помер у червні 1939 року у віці 34 років. Похований разом з батьками на Ольшанському кладовищі в Празі.

## Виступи за збірну
Свій єдиний матч за національну збірну зіграв 13 червня 1926. У Стокгольмі чехословацькі футболісти зіграли внічию зі збірною Швеції (2:2). У цій грі одразу 7 гравців «Вікторії» потрапили у стартовий склад збірної і ще один вийшов на заміну, а обидва голи забив також представник клубу з Жижкова — Отто Новак.
Регулярно викликався до складу футбольної збірної міста Прага. 

## Статистика виступів

### Статистика виступів у Кубку Мітропи
| №                      | Розіграш               | Стадія                 | Дата та місце проведення | Команда 1              | Рахунок | Команда 2           | Голи |
| ---------------------- | ---------------------- | ---------------------- | ------------------------ | ---------------------- | ------- | ------------------- | ---- |
| 1                      | 1928                   | 1/4                    | 26.08.1928, Загреб       | Граджянскі (Загреб)    | 3:2     | Вікторія (Жижков)   |      |
| 2                      | 1928                   | 1/4                    | 2.09.1928, Прага         | Вікторія (Жижков)      | 6:1     | Граджянскі (Загреб) |      |
| 3                      | 1928                   | 1/2                    | 8.09.1928, Прага         | Вікторія (Жижков)      | 4:3     | Рапід (Відень)      |      |
| 4                      | 1928                   | 1/2                    | 16.09.1928, Відень       | Рапід (Відень)         | 3:2     | Вікторія (Жижков)   |      |
| 5                      | 1928                   | 1/2                    | 23.09.1928, Відень       | Рапід (Відень)         | 3:1     | Вікторія (Жижков)   |      |
| Всього у кубку Мітропи | Всього у кубку Мітропи | Всього у кубку Мітропи | Всього у кубку Мітропи   | Всього у кубку Мітропи | 5       |                     | 0    |

### Статистика виступів за збірну
| Дата       | Місто     | Господарі | Результат | Гості          | Турнір           | Голи | Примітки |
| ---------- | --------- | --------- | --------- | -------------- | ---------------- | ---- | -------- |
| 13/06/1926 | Стокгольм | Швеція    | 2 – 2     | Чехословаччина | товариський матч | -    |          |
| Усього     |           | Матчів    | 1         |                | Голів            | 0    |          |

## Титули і досягнення
- Чемпіон Чехословаччини : 1927-28
- Срібний призер чемпіонату Чехословаччини: 1928-29
- Бронзовий призер чемпіонату Чехословаччини: 1925, 1925-26, 1929-30, 1930-31
- Володар кубка Середньої Чехії: 1929, 1933